# 造山古墳
造山古墳（日语：／ Tsukuriyamakofun）是位於日本岡山縣岡山市北區新庄下的一座前方後圓墳，為岡山縣最大、日本全國第4大的古墳，建於古墳時代中期（5世紀前半），是日本能夠自由進出墳丘的古墳中規模最大的。

## 概要
古墳位於岡山市西部，足守川右岸的丘陵，墳丘由3層組成，前方部分的頂端是壇狀物，規模次於位於大阪府堺市的大仙陵古墳、羽曳野市的譽田御廟山古墳和堺市的上石津御陵古墳，為日本第4大古墳。古墳的附近建有榊山古墳（造山第1號墳）和千足裝飾古墳（造山第5號墳）等6座陪葬墓，直到目前為止仍然未進行過正式的學術調查，古墳內部仍然處於原始狀態，特徵之一為相對於墳丘長度，後圓部分的比例較大。
從古墳的規模顯示出日本古代吉備與大和王權的對抗，一些說法也認為吉備本身就是當時的政權之一。另一方面，有些學者認為古墳並非以吉備獨立首長的身份，而是以聯合大和王權的身份而建，因此被葬者可能是其中一位倭王。由於日本三座最大的古墳均由宮內廳指定為天皇陵，一般人就算是學者或專家也禁止入內，而此古墳則是可以自由出入的古墳中最大規模的。
2015年，岡山市教育委員預算花費十年在墳丘周邊進行考古調查。2016年，古墳的墳丘斜面被大雨沖毀。
另外，由於與同縣總社市的作山古墳的日語發音相同，因此當地以音讀稱呼造山古墳。
從墳丘形狀和埴輪等推斷，古墳建於古墳時代中期（5世紀前半）。

## 構造

### 規模
- 墳丘長：約350米
- 後圓部分
  - 復原直徑：約190米
  - 高：約29米
- 前方部分
  - 闊：約215米
  - 高：約25米

### 前方部分
前方部分的墳丘遭到破壞，其原址現在是一座稱為荒神社，其鐘突堂附近設置的手水鉢是阿蘇凝灰岩製刳拔式的長持型石棺的棺身，其棺蓋的碎片則放置於神社的右後方附近。石棺很可能是被盜墓者挖出來放置，亦有流傳是從新庄車塚古墳搬來的說法。前方部分的頂端推测曾有有一梯形祭坛，可能是在後圓部分完成下葬後興建的。梯形下底長約70米，上底約40米，梯形高約50米。自祭坛朝向後圓部分方向有廣場般大的平地可用。墳丘上曾有3排圓筒埴輪，但是埴輪碎片則大多被撿走。

### 後圓部分
後圓部分以前有用於登上後圓部分的隆起斜道和用於前往墓穴的掘割墓道，中世紀末期由於改建成城塞，因此應該有很多部分已經重修過。後圓部分的頂部平坦，斜面部分則急斜，並且是三層三斜面，最高的斜面比其他兩個都要再斜。後圓部分也出土了直弧文盾、箭筒、蓋（きぬがさ）和房屋等的形象埴輪和圓筒埴輪，墳丘也很可能以前鋪上了葺石。平坦部分應該是羽柴秀吉在中國征伐中攻打毛利氏時，毛利方為了佈陣將墳頂推平，當時在後圓部分四周築起土壘、設下兩處城郭和三處竪堀。

### 造出和周壕
造出推斷本來是左右對稱的，現在只剩於左邊。左造出原本是與前方部分側面的中間細部是連接起來，構成一個長方形，長約30米，闊10米，高兩米左右。周壕原本一直未有被發現，因此引起了是否存在周壕的論爭，直至2010年岡山大學文學部考古學研究室進行試掘調查，最終發現了闊約20米的周壕，葺石則只剩餘一小部分碎片。

## 陪葬墓
| 名稱                    | 形狀                     | 規模               | 特徴                                                                             |
| ----------------------- | ------------------------ | ------------------ | -------------------------------------------------------------------------------- |
| 榊山古墳（造山第1號墳） | 圓墳或前方後圓墳         | 後圓部分直徑約40米 | 日本唯一出土了馬形帶鈎的地方。另外也出土了神獸鏡和銅鈴等等。                     |
| 造山第2號墳             | 方墳                     | 邊長約40米         | 有周濠。外堤上有埴輪列，出土數超過100件。                                        |
| 造山第3號墳             | 圓墳                     | 直徑約30米         |                                                                                  |
| 造山第4號墳             | 圓墳或前方後圓墳         | 墳丘長約55米       | 出土了圓筒埴輪和形象埴輪（家形和短甲形）。                                       |
| 千足古墳（造山第5號墳） | 前方後圓墳（扇貝形古墳） | 墳丘長約75米       | 3層組成，有與九州西北部裝飾古墳類同的初期橫穴式石室 石室內亦有刻有直弧文的石障。 |
| 造山第6號墳             | 圓墳                     | 直徑30米           | 有橫穴式石室。                                                                   |

其中，千足古墳內有初期的橫穴式石室，加上其中一座圓墳出土了初期的須惠器和陶質土器等，經比照後，6座被視為陪葬墓的古墳，部分與造山古墳的興建時期並不吻合，因此視為陪葬墓並不適合。

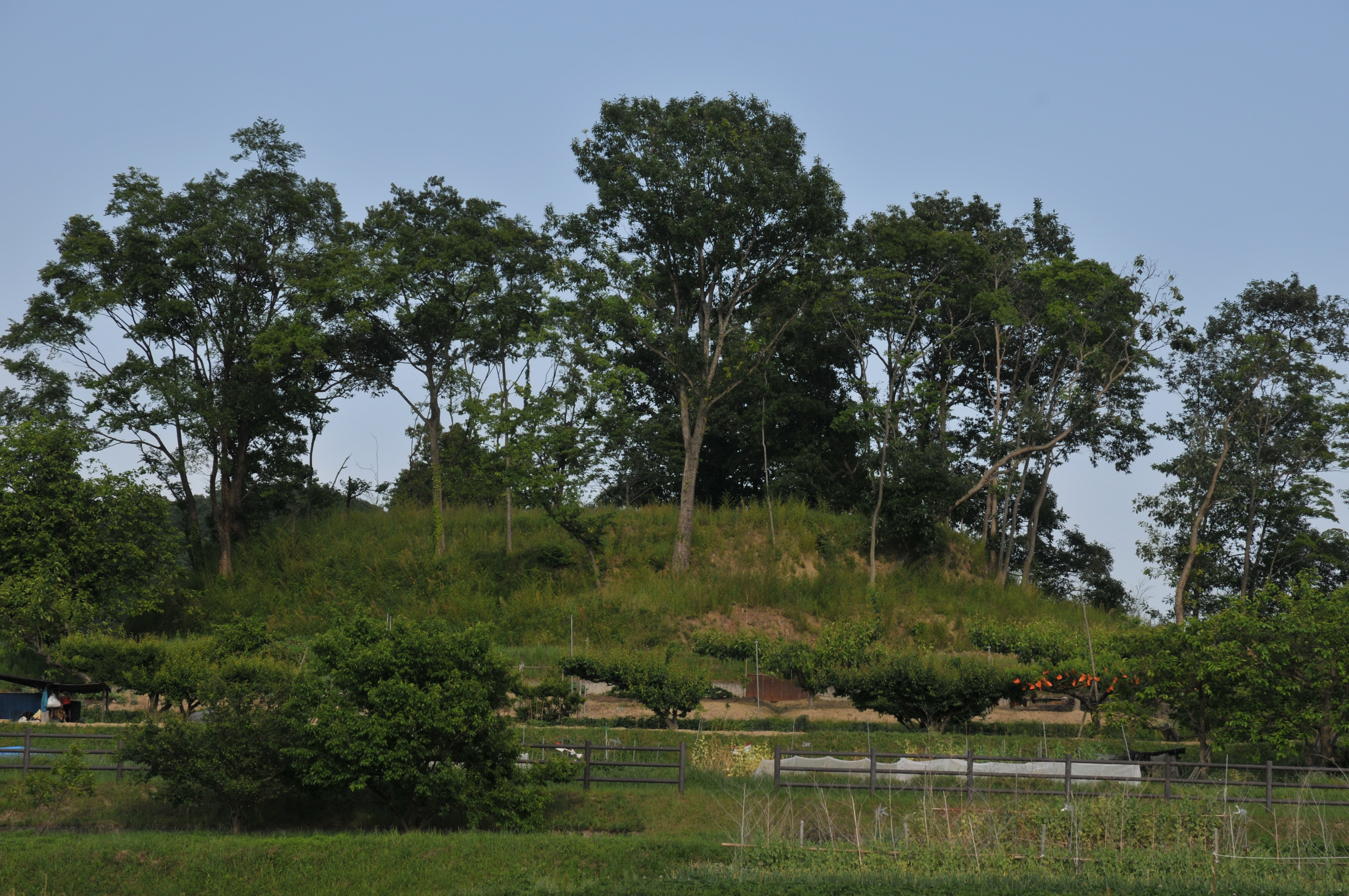
榊山古墳（造山第1號墳）
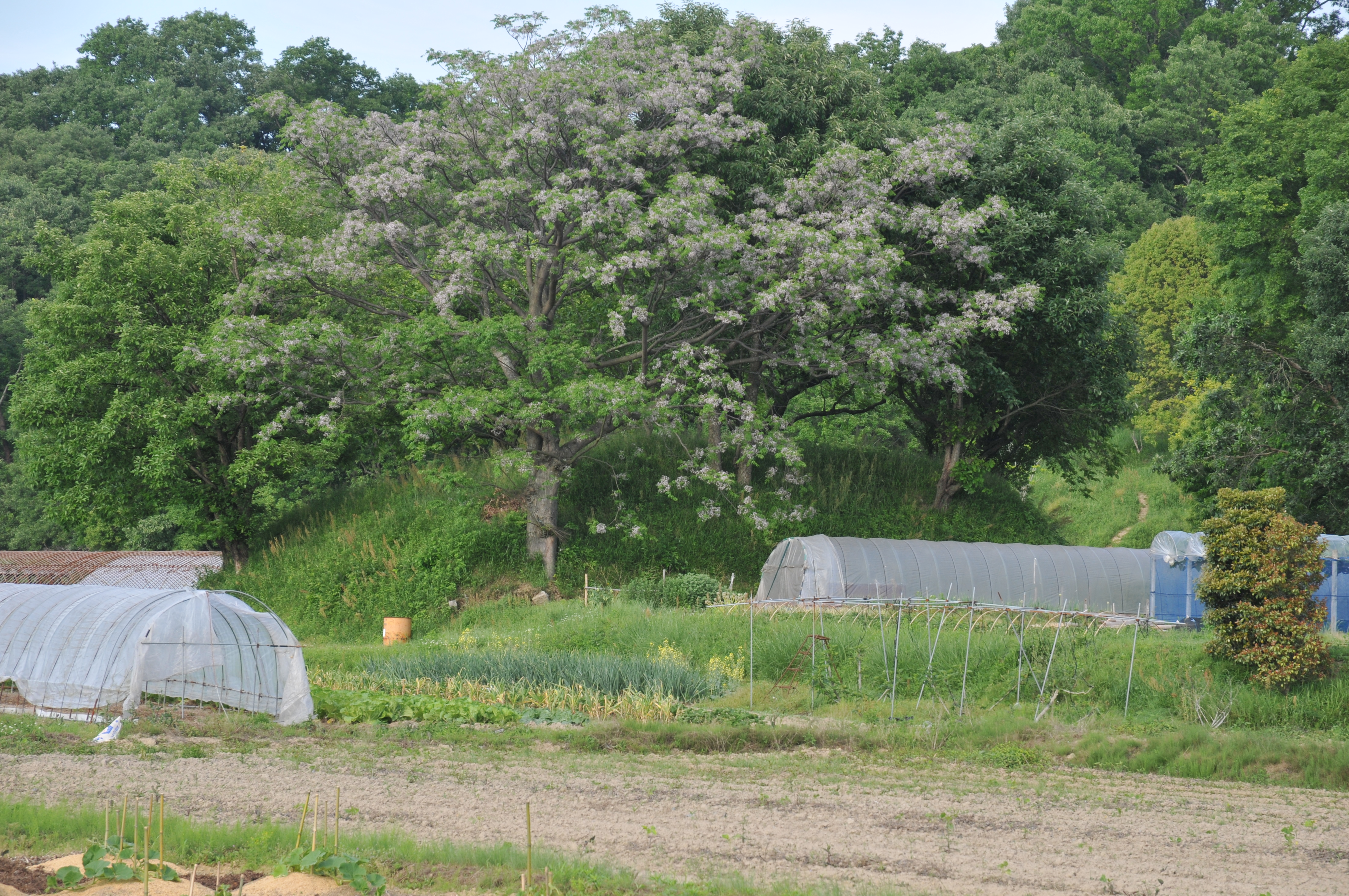
造山第2號墳
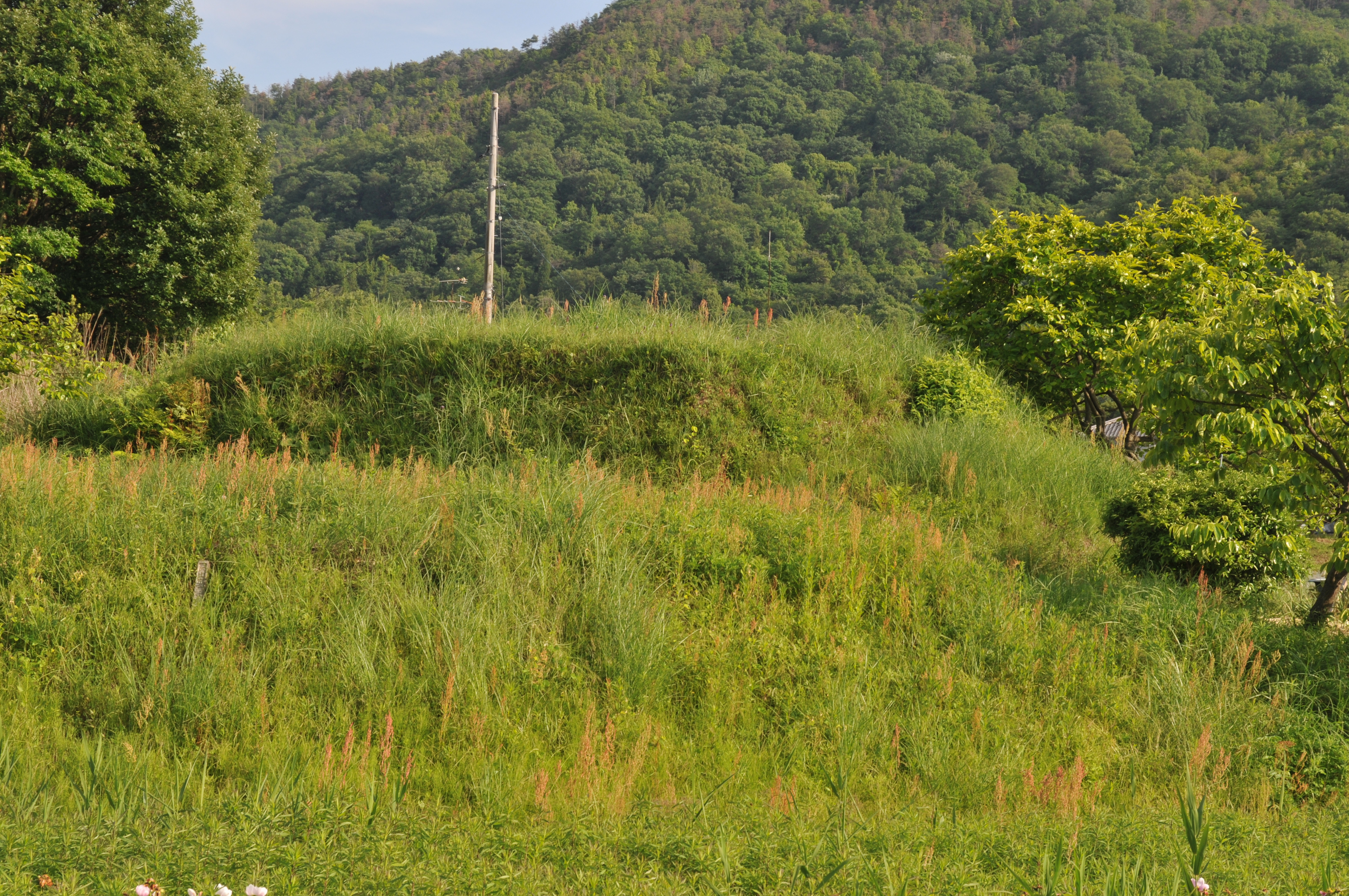
造山第3號墳
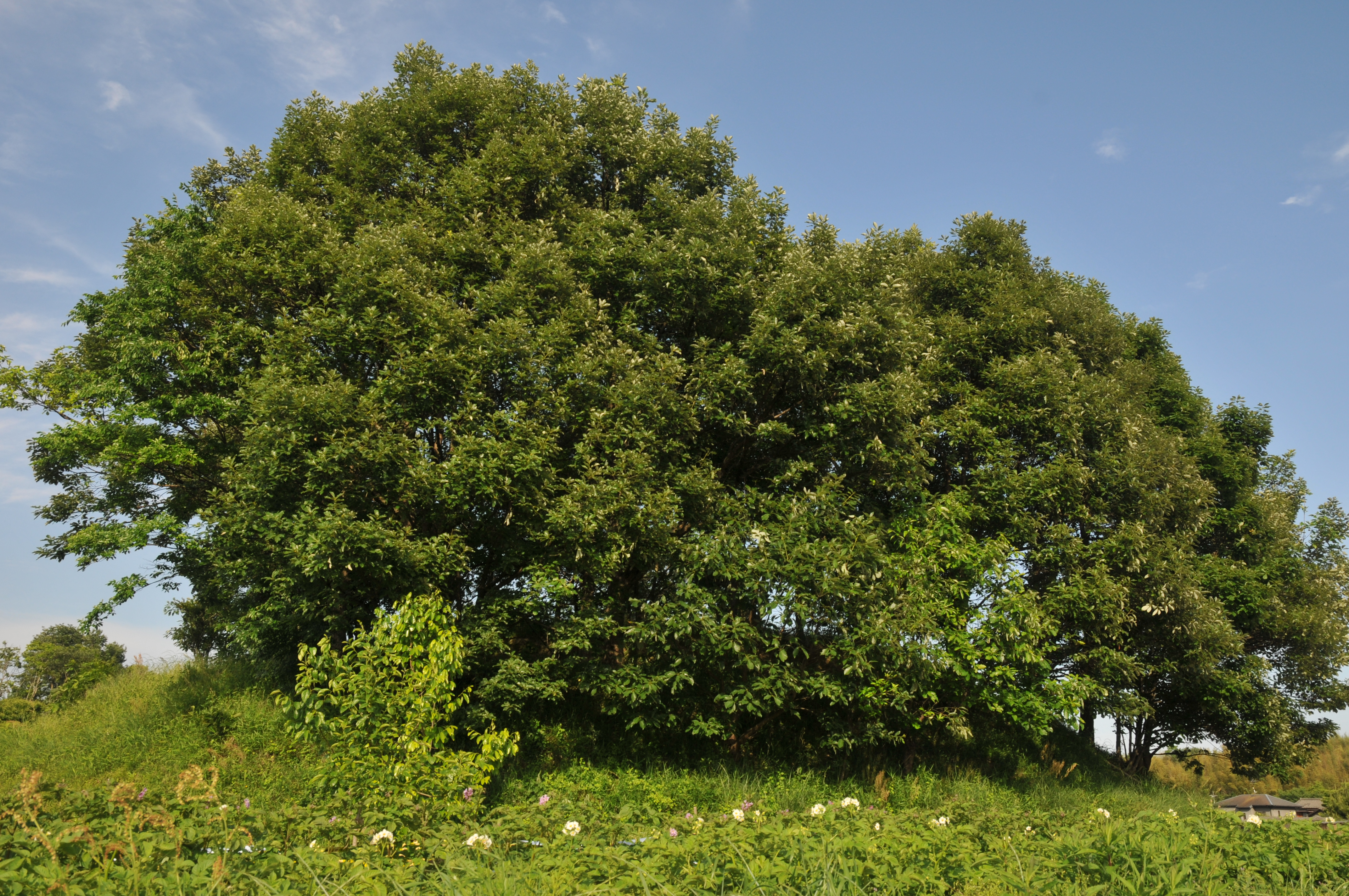
造山第4號墳
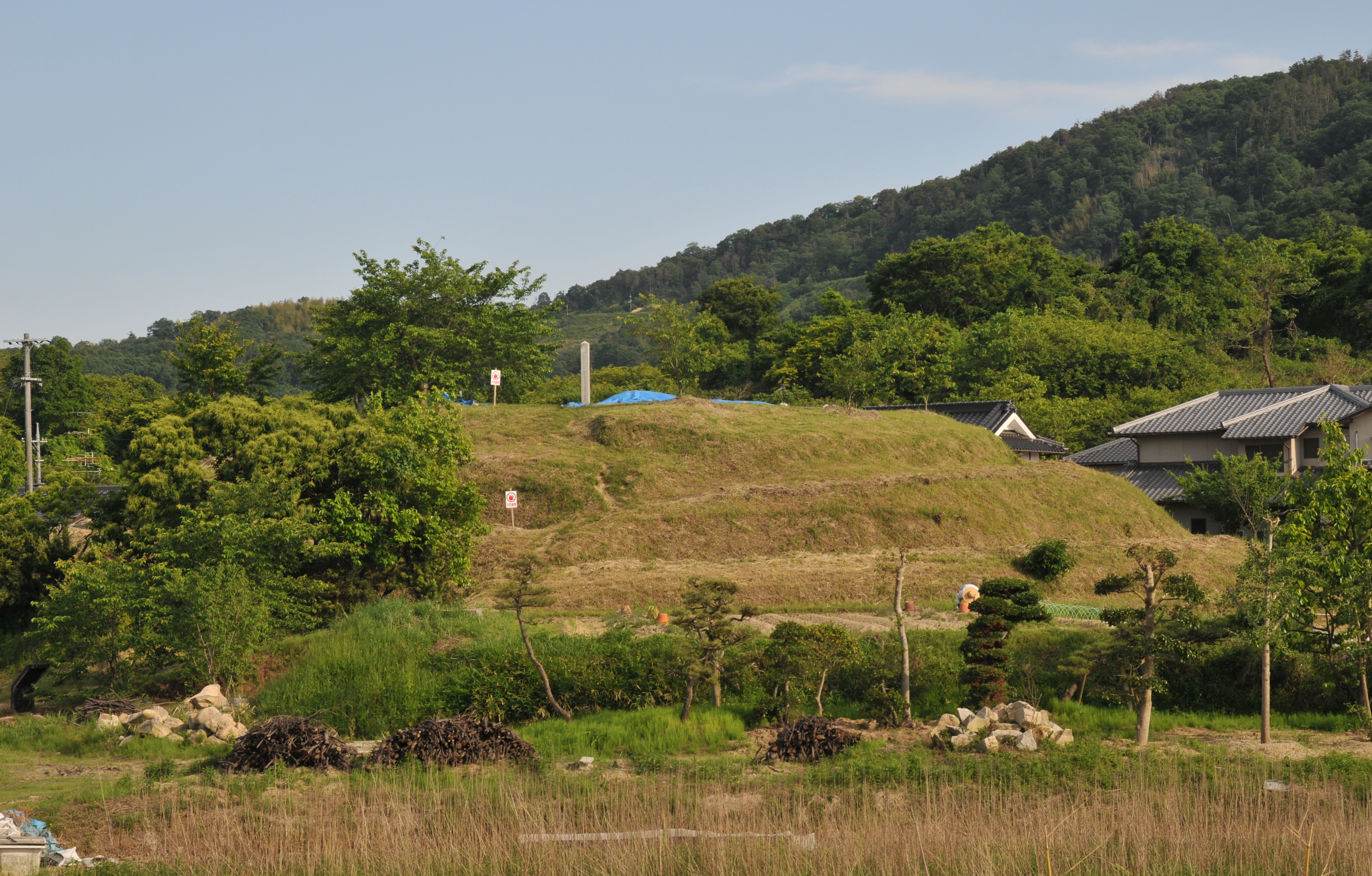
千足古墳（造山第5號墳）

## 文物

### 日本國史跡
- 造山古墳　第一、二、三、四、五、六古墳—1921年年3月3日指定[7]。

## 外部連結
- - 國指定文化財等數據庫（日語）
- 造山古墳情報